# 勒默斯維爾

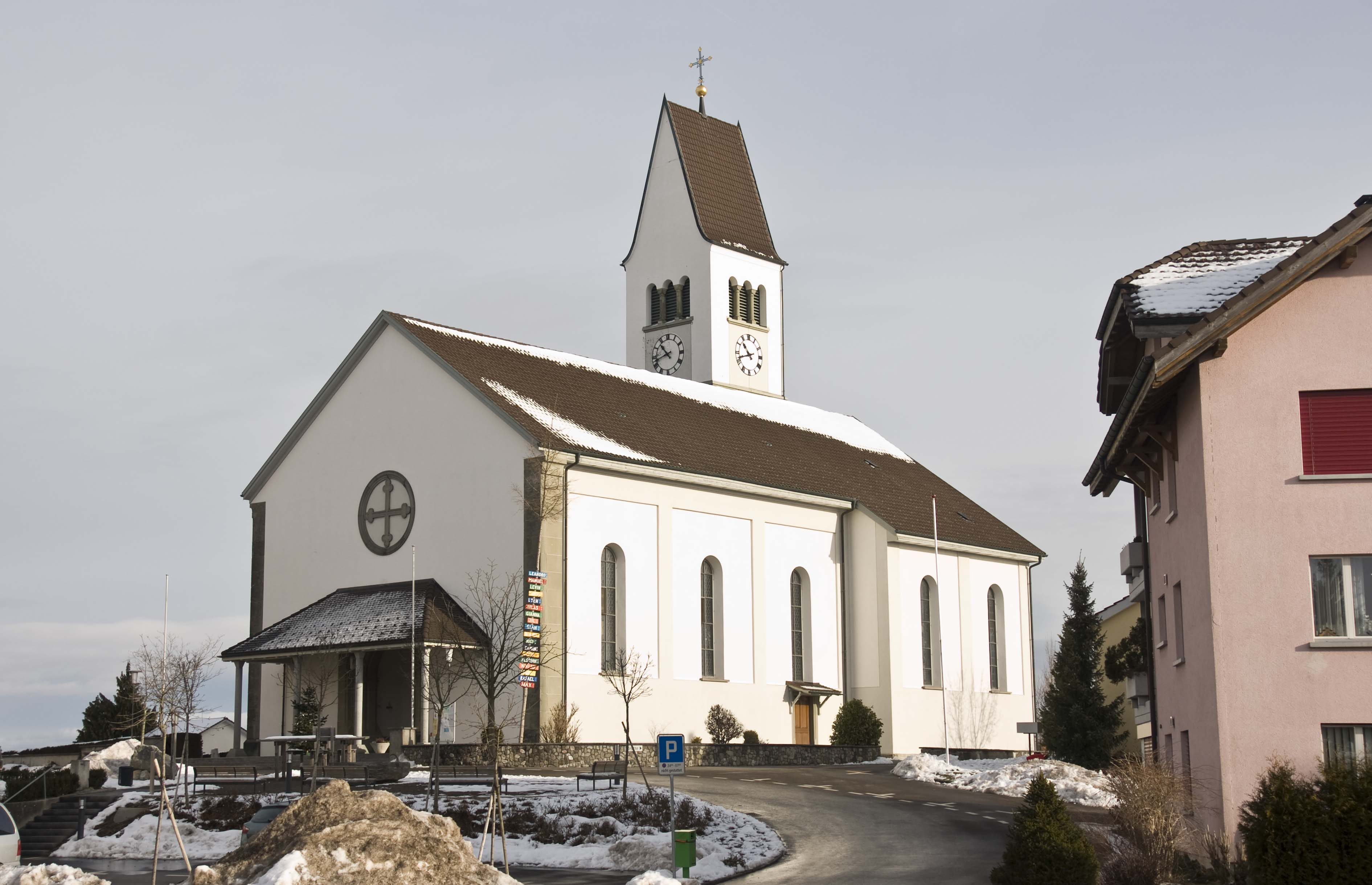

勒默斯維爾是瑞士的城鎮，位於該國中部，由琉森州負責管轄，面積16.59平方公里，七成半土地是農業用地，海拔高度723米，2011年人口1,625，人口密度每平方公里98人。